# ホンダ・CBR750
CBR750(シービーアールななひゃくごじゅう)は、本田技研工業がかつて製造販売していたオートバイである。

## 概要
1983年から販売開始されたCBRシリーズの日本国内向け仕様は、排気量250㏄・400㏄クラスの普通自動二輪車のみがラインナップされていたが、1987年に同シリーズのフラグシップモデルとして、海外向け仕様となるSC21型CBR1000Fとほぼ同一の車体構造を持ち一部コンポーネンツを共用する姉妹車として販売開始された排気量750㏄クラスの日本国内市場向け大型自動二輪車である。

## 車両解説
型式名RC27。
車体はCBR1000Fと共通のツインチューブダイヤモンド型フレームに全長x全幅x全高：2,170x720x1,185(mm)としたフルカバードカウルを装着するスポーツツアラーで車重は乾燥199㎏/装備224㎏である。
- カウルにはMC17型・MC19型CBR250RのペットネームでもあるHurricane(ハリケーン)のロゴを装着する。

搭載されるRC27E型水冷4ストローク4バルブDOHC並列4気筒エンジンは、内径x行程：70.0x48.6（mm）・圧縮比10.5・エンジンオイル容量4.1Lとし、容量21Lのタンクから4基のVG60A型キャブレターによる燃料供給を行い、トランジスタ点火装置を装着。最高出力77ps/9,500rpm・最大トルク7.0kg-m/6,500rpmを発揮し、動力伝達は常時噛合式6段マニュアルトランスミッションを介したチェーンにより後輪を駆動する。
- 同エンジンは吸気ポートをストレート化、排気は4 - 2 - 1 - 2でサイレンサーは左右2本出しとしたほか、カムシャフト駆動がカムギアトレーン[注 4]である[1]。

サスペンションは、フロントが39mm径アンチダイブ機構TRAC装備の円筒空気ばね併用テレスコピック、リヤが油圧プリロードアジャスト機構付プロリンク式スイングアームとし、キャスター角26°・トレール104mm・ホイールベース1,480mm・最低地上高135mm・回転半径3.3mシート高770mmに設定された。
前後輪はアルミホイールとし、110/80-17(前)・140/70-18(後)のバイアスタイヤを装着。ブレーキはフロントがダブル、リヤがシングルのディスクブレーキとしたほか、以下の装備・装着がある。
- メーターパネル内蔵燃料計
- ハンドルならびにトップブリッジをバフ研磨
- アルミニウム製ステップならびにピリオンステップホルダー
- ジュラルミン鍛造製チェンジペダルならびにブレーキペダル
- 樹脂レンズによりハロゲンヘッドライト

なお本田技研工業の公式発表では1987年モデルと1988年モデルの車名が異なる。

### 遍歴

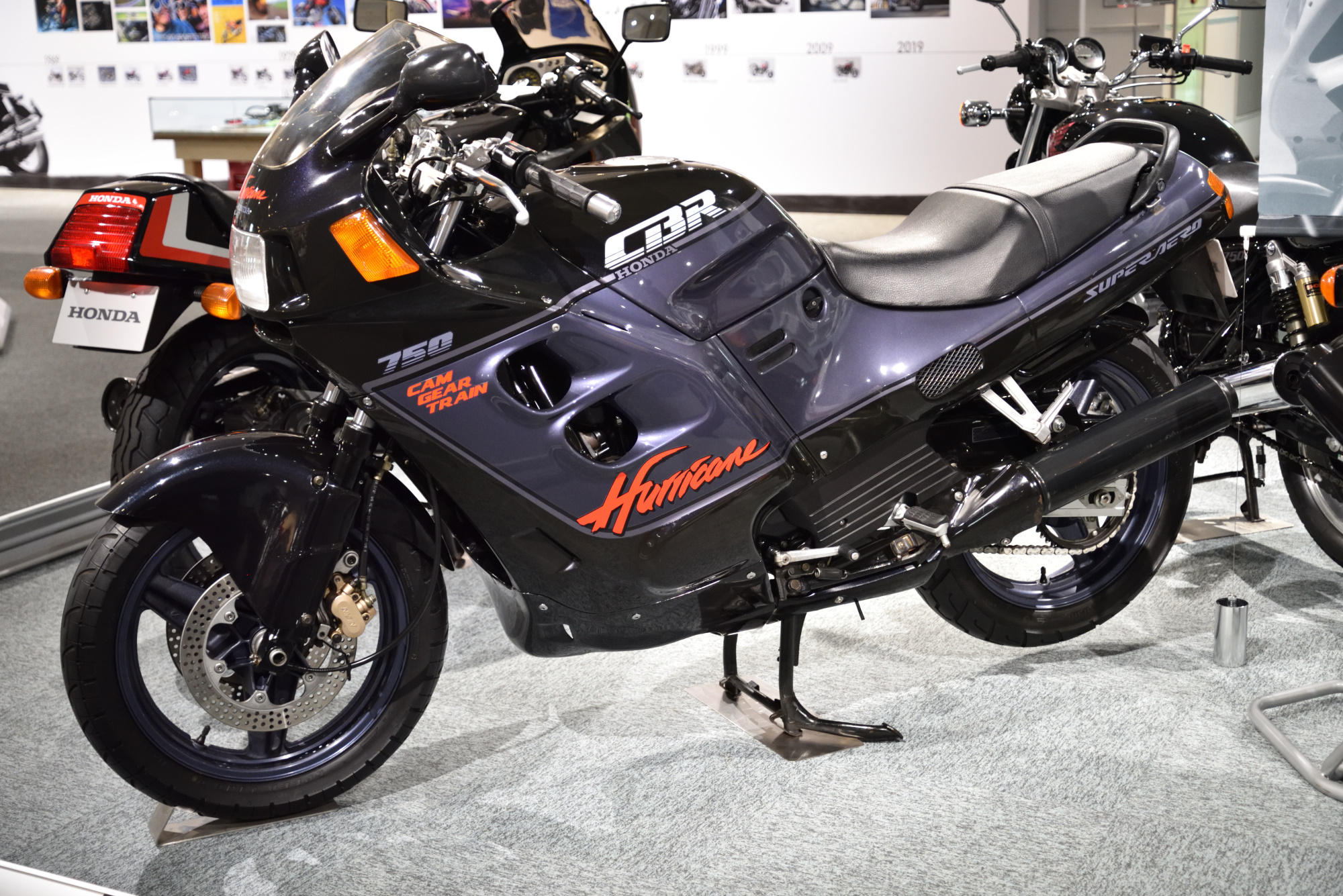
CBR750スーパーエアロ
ホンダコレクションホール所蔵車

1987年1月28日発表 同年2月10日発売
車名：CBR750スーパーエアロ(1987年モデル)
- 国内年間販売目標8,000台 希望小売価格789,000円[注 6]
- 通産省のグッドデザイン賞を受賞[4]

1988年3月18日発表 同年4月1日発売
車名：CBR750(1988年モデル)
- 国内年間販売目標1,500台 希望小売価格799,000円[注 7]
- 以下の変更を実施
  - カラーリングを以下の2種類へ変更
    - グラニットブルーメタリック
    - スターライトシルバーメタリック/ブルー

  - フロントダブルディスクブレーキを296mm径ローターとしフローティング化ならびに前後パッド共通化により後ブレーキキャリパーも変更
  - 車重が乾燥202㎏/装備227㎏へ増加
  - フロントサスペンションの円筒空気ばね併用を廃止
  - リヤウインカーをカウル内蔵から独立式へ変更
  - エンジオイル容量を4.3Lへ増量
  - シート下のフレームに荷掛け用フックを追加

1989年
製造販売終了